# Dicranomyia (Dicranomyia) amblymorpha
Dicranomyia (Dicranomyia) amblymorpha is een tweevleugelige uit de familie steltmuggen (Limoniidae). De soort komt voor in het Oriëntaals gebied.